# .bu
‎.bu‏ دامنه اختصاص داده شده به برمه بود، کشور برمه نام خود را در به میانمار تغییر داد و این دامنه ملغی شد، دامنه میانمار در حال حاضر .mm است.